# Єреванська державна консерваторія імені Комітаса
Єреванська державна консерваторія імені Комітаса (ЄДК) — вищий навчальний заклад музичного профілю у Єревані.

## Історія
Заснована в 1921 році, спочатку як музична студія, а через два роки — уже як вищий музичний навчальний заклад. Засновником першої вірменської консерваторії й першим її керівником став широко утворений музикант-композитор і хоровий диригент, випускник Московської консерваторії Романос Мелікян. На час заснування консерваторії вірменська музична культура вже мала значні здобутки у творчості таких музикантів як Комітас, Т. Чухаджян, Х. Кара-Мурза, М. Єкмалян, А. Тигранян , О. Спендіаров та інших, проте більшість із них працювали за межами Вірменії.

## Сьогодення
Розташовується Єреванська державна консерваторія імені Комітаса неподалік від Національного академічного театру опери та балету, Великого концертного залу філармонії, в центрі столиці Вірменії — місті Єревані. Консерваторія має чотирьохповерхову будівлю, яка займає територію цілого кварталу між вулицями Байрона і Московською. Тут знаходяться аудиторії, кабінети, класи, в тому числі 2 спеціалізованих органних і 12 фортепіанних з двома роялями, бібліотека і читальня, кабінети звукозапису і лікаря, студентської ради та музичного майстра, нотний кіоск, буфет і т. ін. Викладачі консерваторії — це більше 150 професорів, докторів наук, доцентів і асистентів. Понад тисячу студентів проходять музичну підготовку в консерваторії, 120 з яких — студенти із зарубіжних країн. Багато хто з випускників і студентів консерваторії регулярно стають лауреатами та призерами різних міжнародних і національних конкурсів. Випускники Єреванської консерваторії з Азії та Африки стали в своїх країнах авторами перших національних опер, симфонічних творів, підручників з музично-теоретичних предметів та різних «шкіл» для фортепіано, скрипки і т. ін.

## Відомі викладачі
- Гоар Гаспарян — вірменська радянська оперна співачка, народна артистка СРСР
- Дживан Гаспарян — вірменський музикант і композитор, знавець вірменської національної музики
- Юрій Айрапетян — вірменський радянський педагог, піаніст, народний артист Вірменії

## Відомі випускники

### Композитори
| Випускник        | Рік випуску | Місця роботи                        | Нагороди                     | Звання                                   |
| ---------------- | ----------- | ----------------------------------- | ---------------------------- | ---------------------------------------- |
| Гагік Овунц      | 1954        | Єреванська консерваторія (професор) |                              | Заслужений діяч мистецтв Вірменської РСР |
| Роберт Амірханян | 1969        |                                     | Премія Ленінського комсомолу | Народний артист Вірменської РСР          |
| Вільям Вайнер    | 1979        |                                     |                              | Заслужений діяч мистецтв Вірменії        |
| Степан Ростомян  | 1980        |                                     |                              | Заслужений діяч мистецтв Вірменії        |

### Оперні співаки/співачки
| Випускник (тип голосу)  | Рік випуску | Місця роботи                     | Нагороди | Звання                    |
| ----------------------- | ----------- | -------------------------------- | -------- | ------------------------- |
| Асмік Папян (сопрано)   | 1982        | Метрополітен-опера, Ла Скала     |          | Народна артистка Вірменії |
| Ануш Оганесян (сопрано) | 2008        | Королівський театр Ковент-Гарден |          |                           |